# Tanrıvermiş, Mecitözü
Tanrıvermiş là một xã thuộc huyện Mecitözü, tỉnh Çorum, Thổ Nhĩ Kỳ. Dân số thời điểm năm 2010 là 646 người.